# Ухул
Ухул (рос. Ухул) — село Ахтинського району, Дагестану Росії. Входить до складу муніципального утворення Сільрада Село Ухул.
Населення — 211 (2015).

## Населення
За даними перепису населення 2002 року в селі мешкало 210 осіб. У тому числі 100 (47,62 %) чоловіків та 110 (52,38 %) жінок.
Переважна більшість мешканців — лезгини (100 % від усіх мешканців). У селі переважає лезгинська мова.